# Електричний контакт
Електри́чний конта́кт (англ. electric contact) може означати:

Схема електромеханічного реле, де показано котушку, чотири пари нормально відкритих і одну пару нормально закритих контактів (11-12)

- Електричний контакт (деталь) у значенні «контакт (комутаційного) апарата»[1] (англ. contact of a mechanical switching device)[2] — сукупність струмопровідних частин електричних апаратів, призначених для встановлення неперервності електричного кола, коли вони (ці частини) стикаються, та які впродовж свого відносного переміщення під час спрацьовування, розмикають або замикають коло, чи, у разі шарнірних та ковзних контактів, підтримують неперервність кола.
- Електричний контакт (стан) (англ. electric contact)[3] — сполучення двох провідників, що дотикаються, з метою передавання електричної енергії від одного провідника до іншого. Цей стан може бути охарактеризований тим, наскільки добре контакт проводить електричний струм, тобто контактним опором, який створює контакт. Сполучені провідники носять назву «контактна пара».

## Дотичні терміни
- Контактний (електричний) опір (англ. contact resistance)[4] — опір, який виникає в місці контакту проводів електричного кола внаслідок нещільного прилягання, тощо.
- Контактна різниця потенціалів (англ. contact potential difference)[5] — різниця електричних потенціалів (напруга) у місці дотику двох провідників з різних металів.
- Контактор (англ. contactor)[6] — двопозиційний механічний контактний електричний апарат із самоповерненням, призначений для частих комутацій струмів, що не перевищують передбачених струмів перевантаження, який приводиться в дію двигунним (неручним) приводом[1].